# Kroekrit Thawikan
Kroekrit Thawikan (Thai: เกริกฤทธิ์ ทวีกาญจน์; * 19. November 1990 in Surat Thani), auch unter dem Namen Kong (Thai: ก้อง) bekannt, ist ein thailändischer Fußballspieler.

## Karriere

### Verein
Das Fußballspielen erlernte Kroekrit Thawikan auf dem Chulabhon’s College in Chonburi. Seinen ersten Vertrag unterschrieb er 2008 beim damaligen Zweitligisten Sriracha FC in Si Racha. Hier spielte er bis 2011 und stand für den Verein 77 Mal auf dem Platz. 2008 erlangte man die Vizemeisterschaft in der Thai Premier League Division 1 und stieg somit in die erste Liga, die Thai Premier League, auf. 2012 unterschrieb er einen Vertrag beim Ligakonkurrenten Chonburi FC, einem Verein, der in Chonburi, nur wenige Kilometer von Si Racha entfernt, beheimatet ist. Bei dem Verein steht er bis heute unter Vertrag. Es erfolgten zwei Ausleihen. 2012 wurde er an den ebenfalls in der ersten Liga spielenden Esan United ausgeliehen. Die zweite Ausleihe erfolgte von 2013 bis 2014, wo er bei dem in der Hauptstadt Bangkok ansässigen Singhtarua FC in 19 Ligaspielen zum Einsatz kam. Anschließend spielte er wieder neun Jahre für Chonburi, ehe im Dezember 2022 die nächste Ausleihe an den Zweitligisten Nakhon Si United FC folgte. Nach 13 Zweitligaspielen kehrte er im Sommer 2023 wieder nach Chonburi zurück. Am Ende der Saison 2023/24 musste er mit Chonburi in die zweite Liga absteigen. Nach 203 Ligaspielen für die Sharks wurde sein Vertrag im Sommer 2024 nicht verlängert. Im August 2024 verpflichtete ihn der Drittligist Roi Et PB United FC. Mit dem Verein aus Roi Et spielte er 13-mal in der North/Eastern Region der Liga. Nach einer Spielzeit wechselte er zu dem in der Western Region spielenden Saraburi United FC.

### Nationalmannschaft
2008 bis 2009 spielte er 14 Mal für die thailändische U-19-Nationalmannschaft, wobei er neun Tore erzielte. Für die U-23-Auswahl stand er von 2011 bis 2014 24 Mal auf dem Platz und traf fünf Mal. Ab 2013 spielte er in sechs Jahren insgesamt 34 Mal für thailändische A-Nationalmannschaft, wobei er sieben Tore erzielte. Sein Debüt gab er dort am 15. Juni 2013 bei einem 5:1-Testspielsieg über China.

## Erfolge

### Verein
Chonburi FC
- Thailändischer Vizemeister: 2014
- Thailändischer Pokalfinalist: 2014
- Thailändischer Pokalsieger: 2016

Singhtarua FC
- Thailändischer Zweitligavizemeister: 2013  ▲

### Nationalmannschaft
Thailand U23
- 2013 – Sea Games

Thailand
- 2014, 2016 – AFF Championship
- 2016 – Kings Cup